# 電離 (音樂)
是法裔美籍作曲家埃德加·瓦雷茲於1929至31年期間創作的實驗性純敲擊樂作品，此曲亦被認為是世界上第一首以全敲擊樂器創作的音樂作品。 直至二十世紀中期，以管絃樂團傳統四大分類下，鋼琴仍未獨立分類為鍵盤樂器時，一般都將其歸納入敲擊樂器類，而且樂曲中樂手多以運用手臂同時按壓大量的琴鍵以製造音群（Tone Cluster），演奏技巧上亦已脫離了鍵盤樂器的概念。
瓦雷茲為了探求敲擊樂器能產生何種的音樂效果，使用大量常用及不常見的敲擊樂器，其中包括有2個手動式的警報器、獅吼鼓、鐵砧、以及不同尺寸的鑼、鈸及鼓等。

## 編制
樂曲共需要13位敲擊樂手，各自負責數件不同類型的敲擊樂器，全曲演奏時間只需約6-8分鐘。
根據樂譜的要求，各敲擊樂手所需的樂器有：
1. 中式大鈸、平鑼、大鼓、牛鈴（英语：Cowbell (instrument)）
2. 3個不同大小的鑼（其中一個為平鑼，另外兩個為中央部份隆起的拱鑼）、牛鈴
3. 邦哥鼓、中鼓、2大鼓（分別為28/30吋及36吋，平放）
4. 中鼓、軍鼓
5. 高音手動警報器、獅吼鼓
6. 低音手動警報器、樂鞭、刮瓜
7. 3個不同音高的卜魚（作曲家指名不能使用木魚）、三角鐵、擊木
8. 小鼓（放下響絃）、2個不同音高的沙錘
9. 小軍鼓、小鼓、吊鈸
10. 小鈸、手帶式馬鈴、管鐘
11. 刮瓜、響板、鋼片琴（樂譜指為帶有共鳴箱的鐘琴，而作曲家所標示的插圖則和鋼片琴近乎相同）
12. 鈴鼓、鐵砧、大鑼（直徑最少為36吋）
13. 樂鞭、手帶式馬鈴、三角鐵、鋼琴

## 外部連結
- 美國芝加哥交響樂團的曲目簡介，由 Phillip Huscher 撰寫。[]（英文）